# Comuna Nicolae Bălcescu, Vâlcea
Nicolae Bălcescu este o comună în județul Vâlcea, Muntenia, România, formată din satele Bănești, Corbii din Vale, Dosu Râului, Gâltofani, Ginerica, Linia Hanului, Măzăraru, Mângureni, Pleșoiu, Popești, Predești, Rotărăști (reședința), Schitu, Șerbăneasa, Tufanii, Valea Bălcească și Valea Viei.

## Demografie
Componența etnică a comunei Nicolae Bălcescu
     Români (96,56%)
     Alte etnii (0%)
     Necunoscută (3,44%)
Componența confesională a comunei Nicolae Bălcescu
     Ortodocși (95,97%)
     Alte religii (0,43%)
     Necunoscută (3,6%)
Conform recensământului efectuat în 2021, populația comunei Nicolae Bălcescu se ridică la 3.253 de locuitori, în scădere față de recensământul anterior din 2011, când fuseseră înregistrați 3.462 de locuitori. Majoritatea locuitorilor sunt români (96,56%), iar pentru 3,44% nu se cunoaște apartenența etnică. Din punct de vedere confesional, majoritatea locuitorilor sunt ortodocși (95,97%), iar pentru 3,6% nu se cunoaște apartenența confesională.

## Politică și administrație
Comuna Nicolae Bălcescu este administrată de un primar și un consiliu local compus din 13 consilieri. Primarul, Landor Moșteanu[*], de la Partidul Social Democrat, este în funcție din octombrie 2020. Începând cu alegerile locale din 2024, consiliul local are următoarea componență pe partide politice:
|  | Partid                          | Consilieri | Componența Consiliului | Componența Consiliului | Componența Consiliului | Componența Consiliului | Componența Consiliului | Componența Consiliului | Componența Consiliului | Componența Consiliului |
|  | ------------------------------- | ---------- | ---------------------- | ---------------------- | ---------------------- | ---------------------- | ---------------------- | ---------------------- | ---------------------- | ---------------------- |
|  | Partidul Social Democrat        | 8          |                        |                        |                        |                        |                        |                        |                        |                        |
|  | Partidul Național Liberal       | 3          |                        |                        |                        |                        |                        |                        |                        |                        |
|  | Uniunea Salvați România         | 1          |                        |                        |                        |                        |                        |                        |                        |                        |
|  | Alianța pentru Unirea Românilor | 1          |                        |                        |                        |                        |                        |                        |                        |                        |

## Personalități
- Nicolae Bălcescu - Muzeul Memorial ”Nicolae Bălcescu”